# Lista conducătorilor Uniunii Sovietice
O listă cronologică a liderilor sovietici (șefi ai Comitetului Central al Partidului Comunist al Uniunii Sovietice și Președinți ai Uniunii Sovietice). 
Structura formală a puterii în Uniunea Sovietică era formată din trei ramuri principale care au dat naștere la trei poziții de vârf. 
Prima poziție ca importanța era aceea de Președinte al Sovietului Suprem, numit incorect și Președinte al Uniunii Sovietice. În mod teoretic era cea mai înaltă poziție, de timp ce Sovietul Suprem era organul permanent al Congresului Sovietelor, acesta din urmă fiind puterea supremă a poporului, conform Constituției sovietice. 
Șeful guvernului era Premierul Uniunii Sovietice. Aceasta era cea mai importantă poziție pe vremea lui Lenin.
După moartea lui Lenin, cea mai importantă poziție a devenit în cele din urmă aceea de Secretar General al Partidului Comunist al Uniunii Sovietice, cel care conducea Politburo. 
În practică, conducătorul Partidului Comunist ocupa altă poziție, ceea ce a dus la confuzii în Occident, neștiindu-se cine era numărul unu în URSS. Lenin, Stalin, Malenkov și Hrușciov au preferat postul de premier, iar Brejnev și succesorii lui l-au preferat pe acela de președinte. 
| Nume                 | Titlu | Perioada                              |
| Vladimir Ilici Lenin | Președinte al Sovietului Comisarilor Poporului . În mod informal, lider al bolșevicilor de la începuturi | 26 octombrie 1917 - 21 ianuarie 1924  |
| Iosif Stalin         | Secretar General al Partidului Comunist al Uniunii Sovietice                                             | 3 aprilie 1922 - 5 martie 1953        |
| Iosif Stalin         | Președinte al Consiliului de Miniștri al Uniunii Sovietice                                               | 6 mai 1941 - 5 martie 1953            |
| Gheorghi Malenkov    | Prim Secretar al Partidului Comunist al Uniunii Sovietice                                                | 6 martie 1953 - 13 martie 1953        |
| Gheorghi Malenkov    | Președinte al Consiliului de Miniștri al Uniunii Sovietice                                               | 5 martie 1953 - 8 februarie 1955      |
| Nikita Hrușciov      | Prim Secretar al Partidului Comunist al Uniunii Sovietice                                                | 7 septembrie 1953 - 14 octombrie 1964 |
| Nikita Hrușciov      | Președinte al Consiliului de Miniștri al Uniunii Sovietice                                               | 27 martie 1958 - 14 octombrie 1964    |
| Leonid Brejnev       | Prim Secretar al Partidului Comunist al Uniunii Sovietice                                                | 14 octombrie 1964 - 8 aprilie 1966    |
| Leonid Brejnev       | Secretar General                                                                                         | 8 aprilie 1966 - 10 noiembrie, 1982   |
| Leonid Brejnev       | Președintele Prezidiului Sovietului Suprem al Uniunii Sovietice                                          | 16 iunie 1977 - 10 noiembrie 1982     |
| Iuri Andropov        | Secretar General                                                                                         | 12 noiembrie 1982 - 9 februarie 1984  |
| Iuri Andropov        | Președintele Prezidiului Sovietului Suprem al Uniunii Sovietice                                          | 16 iunie 1983 - 9 februarie 1984      |
| Constantin Cernenko  | Secretar General                                                                                         | 13 februarie 1984 - 10 martie 1985    |
| Constantin Cernenko  | Președintele Prezidiului Sovietului Suprem al Uniunii Sovietice                                          | 11 aprilie, 1984 - 10 martie 1985     |
| Mihail Gorbaciov     | Secretar General                                                                                         | 11 martie 1985 - 24 august 1991       |
| Mihail Gorbaciov     | Președintele Prezidiului Sovietului Suprem al Uniunii Sovietice                                          | 25 mai 1989 - 15 martie 1990          |
| Mihail Gorbaciov     | Președinte al Uniunii Sovietice                                                                          | 14 martie 1990 - 25 decembrie 1991    |

Postul de Secretar General a fost creat în aprilie 1922, dar nu a avut semnificația de lider al țării decât după ce Stalin a câștigat lupta pentru putere cu Troțki. Titlul a fost acela de Prim Secretar între 1952 și aprilie 1966. "Președintele Prezidiului Sovietului Suprem al Uniunii Sovietice" a fost echivalentul Președintelui de stat, iar "Președinte al Consiliului de Miniștri al Uniunii Sovietice" și "Președinte al Sovietului Comisarilor Poporului" au fost echivalentele Premierului. 
Pe 14 martie 1990, proaspătul creat (1988) Congres al Deputaților Poporului a votat pentru încheierea epocii controlului comunist asupra guvernului și l-au ales pe Gorbaciov în funcția de Președinte al Uniunii Sovietice.

## Liderii statelor independente post-sovietice
Pentru detalii cu privire la liderii celor 15 state independente care au înlocuit Uniunea Sovietică, vezi următoarele articole: 
- Armenia - Președinte al Armeniei
- Azerbaidjan - Președinte al Azerbaidjanului
- Belarus - Președinte al Belarusului
- Estonia - Președinte al Estoniei
- Georgia - Președinte al Georgiei
- Kazahstan - Președinte al Kazahstanului
- Kârgâzstan - Președinte al Kârgâzstanului
- Letonia - Președinte al Letoniei
- Lituania - Președinte al Lituaniei
- Moldova - Președinte al Republicii Moldova
- Rusia - Președinte al Rusiei
- Tadjikistan - Președinte al Tadjikistanului
- Turkmenistan - Președinte al Turkmenistanului
- Ucraina - Președinte al Ucrainei
- Uzbekistan - Președinte al Uzbekistanului

## Articole înrudite
- Lista conducătorilor Rusiei
- Istoria Uniunii Sovietice